# Édes ellenfél
Az Édes ellenfél 1941-es fekete-fehér magyar vígjáték Szeleczky Zita, Hajmássy Miklós és Kiss Manyi főszereplésével.

## Történet
|  | Alább a cselekmény részletei következnek! |

Kovács Manci és Krakauer állástalan gyors -és gépírókisasszonyok már csak karnyújtásnyira vannak attól, hogy munkahelyük legyen. Mielőtt bejutnának az igazgatóhoz felvételük ügyében, végig kellett hallgatniuk egy rádióadást – a bank többi dolgozójával együtt – amiben Bojár Kálmán arról beszélt, hogy a nők ne dolgozzanak, hanem neveljenek gyereket és vezessék a háztartást. A vezérigazgatónak nagyon tetszett a beszéd, s megfogadván leendő veje, Bojár Kálmán beszédének fő mondanivalóját, el is küldik a két lányt azzal, hogy nincs állás.
A két lány összefogott Lacika Ödönnel, amatőr rádióssal és fényképésszel, akit szintén a beszéd miatt rúgtak ki. Az a tervük, hogy bosszút állnak Bojár Kálmánon. Elsőnek Kovács Manci lép akcióba. Amikor Bojár a sajtó képviselőivel beszél, Manci beront az ajtón és felemelt hangon kifejti ellenvéleményét a beszéddel szemben. A jelenetet Lacika meg is örökíti. Nem sokkal később, más lányokkal együtt, Bojár összes ablakát betörik, ruháit összevagdossák, majd magát Bojárt is megdobálják tojással. Az igazi kárt azonban azzal csinálják, hogy Krakauer Bojár menyasszonyának adja ki magát, Bojár igazi arája és leendő apósa előtt.
Bojár békét akar, és felajánlja Kovács Mancinak, hogy keres neki férjet vagy állást. Manci a férjet választja, de ekkorra már beleszeretett ellenfelébe.
Kezdődik füredi Anna-bál. Bojár leutazik oda, ugyanis itt akarja kibékülni igazi menyasszonyával és leendő apósával. Szobát is foglal nekik, de a szálloda portása ezt összekeveri a Cseresnyésnek, Bojár inasának rendelt szobával, így amikor Manci, akit Cseresnyés magával vitt azzal a szándékkal, hogy összeházasítsa a gazdájával, Bojár által küldött virágot talál a szobájában. Azt hiszi neki küldte, pedig a virágot Bojár jövendőbelijének címezte.
Időközben Bojár érzései találkoznak Manciéval, és az a terve, hogy az Anna-bálon megkéri a kezét, ezért elhívja vacsorázni. Az eljegyzés előtt megérkezik a Bojár menyasszonya, és fény derül a szobák cseréjére. Manci megharagszik Bojárra és Cseresnyéstől kér segítséget. Ő azt tanácsolja neki, hogy vacsorázzon egy másik férfival.
A Délutáni Hírek című újság elnökét, Szirákyt szemelik ki erre a célra, aki egyébként ismeri Bojárt. Kiderül, hogy Sziráky éppen 30 évvel ezelőtt Manci nagynénjével randevúzott ott és Manci éppen nagynénje ruháját viseli.
Bojár természetesen sértve érzi magát, és el akar utazni. Lacika, aki időközben a Délutáni Hírek fényképésze lett, elmondja főnökének az igazságot, aki a lányt, lapja vezérigazgatói székével együtt átengedi Bojárnak.
|  | Itt a vége a cselekmény részletezésének! |

## Szereplők
- Szeleczky Zita – Kovács Manci
- Hajmássy Miklós – Bojár Kálmán
- Kiss Manyi – Krakauer
- Latabár Kálmán – Lacika Ödön
- Somlay Artúr – Sziráky, a Délutáni Hírek elnöke
- Mály Gerő – Cseresnyés, Bojár inasa
- Makláry Zoltán – Kovács Manci édesapja, fűszeres
- Pethes Sándor – Szokolay, a Délutáni Hírek szerkesztője
- Kőváry Gyula – házasságközvetítő
- Lázár Tihamér – szobainas
- További szereplők: Adorján Éva, Filotás Lili, id. Latabár Árpád, Kelemen Lajos, Nagy Emmi, Simon Marcsa, Solthy György, Sugár Lajos, Tímár Kató, Tompa Pufi, Veszely Pál